# Cambria (Nowy Jork)
Cambria – miasto w Stanach Zjednoczonych, w stanie Nowy Jork, w hrabstwie Niagara.

## Historia
Niektórzy z pierwszych osadników pochodzili z Walii i nadali miastu nazwę swojego pochodzenia.
Miasto Cambria zostało założone w 1808 roku, kiedy utworzono hrabstwo Niagara. Cambria było pierwotnym miastem hrabstwa Niagara; wszystkie inne miasta powstały z jego terytorium po 1812 roku.
Gdy hrabstwo Genesee w stanie Nowy Jork zostało utworzone w 1802 roku, obejmowało całe hrabstwo Niagara i było częścią miasta Batavia. Następnie hrabstwo Erie powstało poprzez usunięcie miast Willink i Clarence, które wcześniej zostały utworzone z Cambria w hrabstwie Niagara.